# Szilárd Podmaniczky
Dans le nom hongrois Podmaniczky Szilárd, le nom de famille précède le prénom, mais cet article utilise l’ordre habituel en français Szilárd Podmaniczky, où le prénom précède le nom.
Szilárd Podmaniczky, né le 24 juillet 1963 à Cegléd, est un écrivain et scénariste hongrois.

## Biographie
Szilárd Podmaniczky est diplômé de l'université polytechnique de Budapest et à l'École normale supérieure de Szeged en section physique.
Depuis 2006, il est membre de l’Association du cinéma hongrois et de l’Union des belles-lettres de Hongrie.
Il est l'auteur de romans, de nouvelles, de poésie, de pièces de théâtre, de scénarios et de livres pour enfants. Son écriture est caractérisée par un souci du détail sociologique mêlé d'incongru qui remportent un succès certain en Hongrie.
La première traduction en français a donné lieu aux commentaires suivants : Éloge de la maladresse ou "Banalité rocambolesque" Depuis 2006, la Fondation Podmaniczky est sa maison d'édition, qui publie aussi de jeunes auteurs contemporains hongrois.
Il a créé le site librarius.hu en 2010, vaste portail (en hongrois) sur la littérature contemporaine, réunissant revues, éditeurs et auteurs de tous horizons.
Parmi ses nombreuses récompenses, Szilárd Podmaniczky obtient en 1999 le prix du livre de l'année pour Képlapok a barlangszájból et en 2008 le prix Attila József (plus important prix littéraire en Hongrie) pour l'ensemble de son œuvre.

## Filmographie

### Scénariste
- 1999 : Észak-Észak, film hongrois réalisé par Bollók Csaba
- 2004 : Szezon, film hongrois réalisé par Török Ferenc, scénario original de Szilárd Podmaniczky en collaboration avec le réalisateur
- 2005 : A szerelem meg hal, court métrage hongrois réalisé par Tóth Barnabás
- 2006 : Miraq, film hongrois réalisé par Bollók Csaba
- 2008 : Tabló, film hongrois réalisé par Dettre Gábor

### Adaptations de ses œuvres
- 2007 : Szuken-szépen, court métrage hongrois réalisé par Cserhalmi Sára, d'après une nouvelle
- 2008 : Örvény, court métrage hongrois réalisé par Mihály Schwechtje, d'après une nouvelle
- 2010 : Szép magyar szó-kép-tár, série télévisée hongroise en 8 épisodes adaptant 8 nouvelles de Szilárd Podmaniczky

## Prix
- 1992 : Bourse Moricz Zsigmond
- 1994 : Bourse Soros
- 1996 : Bourse NKA
- 1997 : Soutien artistique de la ville de Szeged
- 1999 : Bourse Hajnóczy
- 1999 : Prix du livre de l'année pour Képlapok a barlangszájból
- 2001 : Prix Tibor Déry
- 2001 : Prix Bárka
- 2002 : Bourse de la Színházi Dramaturgok Céhe
- 2002 : Bourse Soros
- 2008 : Prix Attila-József[1]